# Trimalaconothrus buresi
Trimalaconothrus buresi är en kvalsterart som beskrevs av Kunst 1959. Trimalaconothrus buresi ingår i släktet Trimalaconothrus och familjen Malaconothridae. Inga underarter finns listade i Catalogue of Life.